# 香山栄左衛門
香山 栄左衛門（かやま えいざえもん、文政4年4月10日（1821年5月11日） - 明治10年（1877年）4月30日）は、幕末期の幕臣。諱は永孝。昭洞と号す。妻は西丸御徒岡田定十郎の三女きん子（母は香山氏）で、中島三郎助の妻すずの実妹。

## 経歴
紀州藩士刈谷充塞の次男として遠江新居で生まれる。天保6年（1835年）、浦賀奉行所組与力・香山堅兵衛の養子となる。天保14年（1843年）に与力を継いだ。
応接掛与力であった嘉永6年（1853年）6月、浦賀奉行と称してペリー艦隊との交渉にあたった。アメリカ側から高く評価されたと伝えられる。
その後、鳳凰丸建造掛に任命されるが、嘉永7年（1854年）4月、富士見宝蔵番に昇進し、浦賀を離れた。文久3年（1863年）、歩兵指図役頭取に昇進、元治元年（1864年）6月に歩兵組改役を兼任、水戸天狗党の追討、大阪湾の台場建設に活躍した。
維新後は新政府に仕えず、茶園を開いて成功した。墓所は染井墓地、浦賀の西叶神社に海軍大尉となった長男、香山永隆（1840 - 1880、元幕府軍艦役）が建立した顕彰碑が残る。　